# Eine Hochzeit zu dritt
Eine Hochzeit zu dritt (Originaltitel: Imagine Me & You) ist eine US-amerikanisch-britisch-deutsche Filmkomödie von Ol Parker aus dem Jahr 2005.

## Handlung
Der Film beginnt am Hochzeitstag von Rachel und ihrer Jugendliebe Heck. Ausgerechnet auf dem Weg zum Traualter treffen sich die Blicke von Rachel und der Floristin Luce. Sie lernen sich später auf der Feier kennen, als Luce Rachels Ring aus dem Bowle-Glas rettet. Rachel findet sie sofort sympathisch und möchte sie mit Hecks testosterongesteuertem Freund Cooper verkuppeln. Dieser Plan läuft jedoch schief, als sich Luce als lesbisch outet.
Während Heck viel mit seinem unbefriedigenden Bürojob beschäftigt ist, freundet sich Rachel mit Luce an. Sie gehen zusammen zu einem Fußballspiel und spielen anschließend Dance Dance Revolution zu Feels Like I'm In Love von Kelly Marie. Rachel begleitet Luce dann noch nach Hause und es kommt zu einem Beinahe-Kuss. 
Die nächsten Tage versucht Rachel ihre aufkeimenden Gefühle für Luce zu unterdrücken, aus Loyalität zu Heck. Auch Luce möchte nicht der Grund einer Trennung sein. 
Jedoch hält es Rachel nicht länger aus und konfrontiert Luce in ihrem Blumenladen. Sie gesteht ihr ihre Gefühle, macht ihr jedoch auch klar, dass eine Beziehung zwischen ihnen nicht möglich ist, verschwindet aufgebracht und kommt einige Sekunden später wieder zurück, um die völlig verwirrte Luce zu küssen. Sie werden jedoch jäh unterbrochen, als sie Heck den Laden betreten hören. Luce verkauft dem niedergeschlagenen Heck Blumen für Rachel, und er gesteht ihr, dass die Beziehung zwischen ihm und Rachel immer distanzierter wird. Er gibt sich selbst die Schuld, da er zu wenig für Rachel da zu sein scheint. Rachel flüchtet daraufhin, und sie und Luce beschließen später unglücklich, dass sie Heck nicht hintergehen können.
Rachel hat so ein schlechtes Gewissen, dass sie sogar dem betrunkenen Heck alles gesteht, jedoch ohne den Namen ihrer Liebsten zu erwähnen. Heck gibt vor zu schlafen und erzählt später alles Cooper. Der durchschaut sofort, dass Luce es ist, in die sich Rachel verliebt hat und stellt sie wütend zur Rede. Luce ist alles zu viel, und sie macht Pläne für einen längeren Trip außerhalb des Landes.
Als Rachel und Heck ihren Geburtstag bei ihren Eltern feiern, erzählt ihre Schwester Lexi von Luces geplantem Trip und nachdem Heck Rachels Reaktion darauf sieht, kommt er darauf, dass Luce es ist, in die Rachel sich verliebt hat. Er möchte nicht ihre zweite Wahl sein und geht. Rachel erzählt ihren Eltern von Luce und sich und zusammen versuchen sie, Luce zu finden, die auf dem Weg zum Flughafen ist. Sie bleiben aber im Stau stecken, und Luce wimmelt Rachel am Handy ab. Es scheint alles verloren, doch Rachel bemerkt, dass Luce im gleichen Stau feststeckt und ruft vom Dach des Autos ihrer Eltern aus Luces Namen. Schließlich versöhnen sich die beiden und küssen sich mitten auf einer gefüllten Londoner Straße.
In Szenen während des Abspanns bekommen wir die Protagonisten einige Zeit später nochmal zu sehen: Heck steigt gerade in ein  Flugzeug ein, um seinen Traum eines Reiseführers zu verwirklichen, wobei sich ein Flirt mit einer Sitznachbarin entwickelt. Cooper sieht man mit einem Baby, Lexi und ihr Freund spielen zusammen auf dem Spielplatz, und Rachel und Luce sind noch immer ein glückliches Paar.

## Kritiken
Das Lexikon des internationalen Films schrieb, der Film sei eine romantische Komödie, der „erzählerischer Atem und inszenatorisches Geschick“ fehlten. Er sei lediglich „eine Sammlung komödiantischer Motive und Situationen“.

## Synchronisation
| Rolle  | Schauspieler  | Synchronsprecher  |
| ------ | ------------- | ----------------- |
| Rachel | Piper Perabo  | Giuliana Jakobeit |
| Luce   | Lena Headey   | Maud Ackermann    |
| Heck   | Matthew Goode | Marcel Collé      |
| Tessa  | Celia Imrie   | Rita Engelmann    |
| Ned    | Anthony Head  | Eberhard Prüter   |
| Cooper | Darren Boyd   | Michael Deffert   |
| Rob    | Ben Miles     | Detlef Bierstedt  |

## Hintergrund
Der Film wurde in London gedreht und hatte seine Weltpremiere am 9. September 2005 auf dem Toronto Film Festival. In den Vereinigten Staaten wurde er in 106 Kinos gezeigt, in denen er ca. 671.000 US-Dollar einspielte.